# Гао Ган
Га́о Ган  (кит. трад. 高崗, упр. 高岗, пиньинь Gāo Gǎng, 25 октября 1905 — 17 августа 1954) — китайский партийный и государственный деятель, председатель Госплана КНР (1952—1954).

## Биография
Родился в уезде Хуайюань, провинции Шэньси в бедной крестьянской семье. В 1926 году вступил в КПК.
В 1930-е годы один из организаторов и руководителей советского движения в Северо-Западном Китае. Совместно с Лю Чжиданем руководил крестьянским восстанием на стыке провинций Ганьсу и Шэньси, в результате которого в 1932—1933 годах возник освобождённый район Шэньси — Ганьсу — Нинся. Наличие стабильного советского района с революционным правительством во главе с Гао Ганом позволило Китайской Красной армии в ходе Великого Похода 1934—1935 годов продвинуться в северном направлении в Шэньси.
Непосредственно перед приходом основных сил Красной армии в Северную Шэньси к ноябрю 1936 года, Гао Ган и Лю Чжидань были арестованы и подвергнуты пыткам подчинённым Мао Цзэдуну отрядом.  После последовавшего возмущения членов ЦК КПК Мао обвинил в самоуправстве командиров передового отряда, а Гао Ган, Лю Чжидань, а также все уцелевшие партийные и советские работники были реабилитированы.
В период Антияпонской войны (1937—1945) занимал пост секретаря Северо-Западного Бюро ЦК КПК, председателя Политического консультативного комитета освобожденного района Шэньси — Ганьсу — Нинся, а также ответственного за решение национальных вопросов в Особом районе (помимо ханьцев, в Особом районе проживало много дунган, монголов, тибетцев). После 1935 года практически сумел свести на нет националистическую и религиозную рознь в провинциях Особого района.
С 1941 года входил в состав «Центральной комиссии по проведению кампании по упорядочению стиля» — руководящую группу по проведению кампании чжэнфына (Лю Шаоци, Кан Шэн, Чэнь Юнь, Гао Ган и Ли Фучунь). Несмотря на это, в ходе чжэнфына подвергся критике как левый оппортунист и догматик, за фальсификацию истории Северо-Запада и приписывание себе заслуг.
На 7-м съезде КПК (1945) был избран членом ЦК КПК, а на пленуме ЦК — членом Политбюро ЦК КПК. С 1945 года на руководящей военной и партийной работе в Северо-Восточном Китае (Маньчжурии): политкомиссар и командующий Северо-Восточным военным округом, секретарь Северо-Восточного Бюро ЦК КПК, председатель Народного правительства Северо-Восточного Китая.
В ходе поездки в СССР в составе руководимой Лю Шаоци китайской делегации он предложил Сталину в случае англо-американской военной интервенции объявить Маньчжурию семнадцатой союзной республикой СССР (на что Сталин ответил, что СССР не может пойти на такой шаг).
С 1949 года — заместитель председателя Центрального народного правительства КНР, в 1952—1954 годах — председатель Госплана КНР. Был ответственным за разработку и реализацию мероприятий первой пятилетки. Также занимал должность заместителя председателя Народно-революционного военного совета.
В 1952 году Мао Цзэдун при его поддержке начал борьбу за ускорение перехода к социализму и радикализацию методов социалистического преобразования, за скорейшее завершение коллективизации страны. Скорейшее завершение коллективизации, говорил Гао Ган, является настоятельной необходимостью, поскольку «стихийное сползание крестьянства в капитализм» приведёт к тому, что Китай через два-три года окажется от социализма дальше, чем в самом начале пути. Он негативно относился к Лю Шаоци, видя в нём идеолога капиталистического развития Китая, вёл линию на полную дискредитацию идейно-политической платформы Лю Шаоци и его сторонников. Лично начав внутрипартийную кампанию против Лю и Чжоу Эньлая, он рассчитывал на поддержку Мао, высказавшего ему в личных беседах разочарования в обоих лидерах.

На заседании Политбюро 24 декабря 1953 года Мао выступил с критикой Гао и высказал ему серьёзное предупреждение о том, что его действия представляют серьёзную угрозу для партийного единства. В 1954 году он был обвинён в «антипартийной деятельности». В деле «Коалиции Гао Гана и Жао Шуши против КПК» на Гао Ганя и Жао Шуши навесили ярлык «спикеры буржуазного класса внутри КПК». В «Резолюции по вопросу коалиции Гао Гана и Жао Шуши против КПК», принятой 31 марта 1953 года, было сказано: 
«Конспиративные действия коалиции против КПК, Гао Гана и Жао Шуши… не были случайными, а были глубокими, историческими, имеющие социальные корни. Как раз в таких обстоятельствах Гао Ган, Жао Шуши и другие собрались вместе в коалицию против КПК и инициировали атаки против Центрального Комитета КПК, в частности на Политическое Бюро Центрального Комитета КПК в попытке свергнуть проверенное временем лидирующее ядро Центрального Комитета КПК, руководимого товарищем Мао Цзэдуном и узурпировать лидерство в КПК и в нашей стране. Их действия против КПК, несомненно, соответствуют желаниям контрреволюционеров-империалистов и буржуазных элементов. В реальности они уже стали агентами буржуазного класса внутри нашей КПК».
Во встрече с Мао ему было отказано. Гао отказался признать обвинение и, по китайской официальной версии, «покончил жизнь самоубийством». В 1955 году посмертно он был исключён из рядов КПК. Его союзник Жао Шуши также был исключён из партии и осуждён на 10 лет.
Являлся одним из самых последовательных интернационалистов и сторонников дружбы с СССР в Коммунистической партии Китая.

## Воспоминания современников
Гао Ган — рябоватый, высокого роста. У него глуховатый голос, зачёсанные назад волосы и неторопливая походка. Способный и волевой работник. <…> Он приветлив и правдив с нами. Держит себя независимо.